# Jaya Bachchan

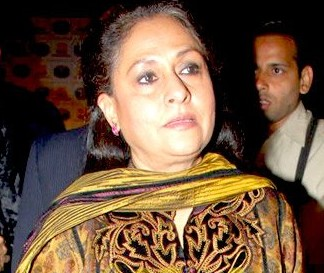
Jaya Bachchan

Jaya Bachchan (hindi, जया बच्चन, Jayā Baccan; bengalisch জযা ভাদূড়ী, Jayā Bhādūṛī; * 9. April 1948 in Jabalpur, Madhya Pradesh als Jaya Bhaduri) ist eine indische Schauspielerin.

## Leben
Jaya Bachchan, Tochter des bengalischen Schriftstellers Tarun Bhaduri, ist seit dem 3. Juni 1973 mit dem Filmstar Amitabh Bachchan verheiratet. Unter ihrem Geburtsnamen, Jaya Bhaduri, drehte sie die meisten Filme ihrer Karriere, aber in neueren Filmen benutzte sie den Namen Jaya Bachchan.

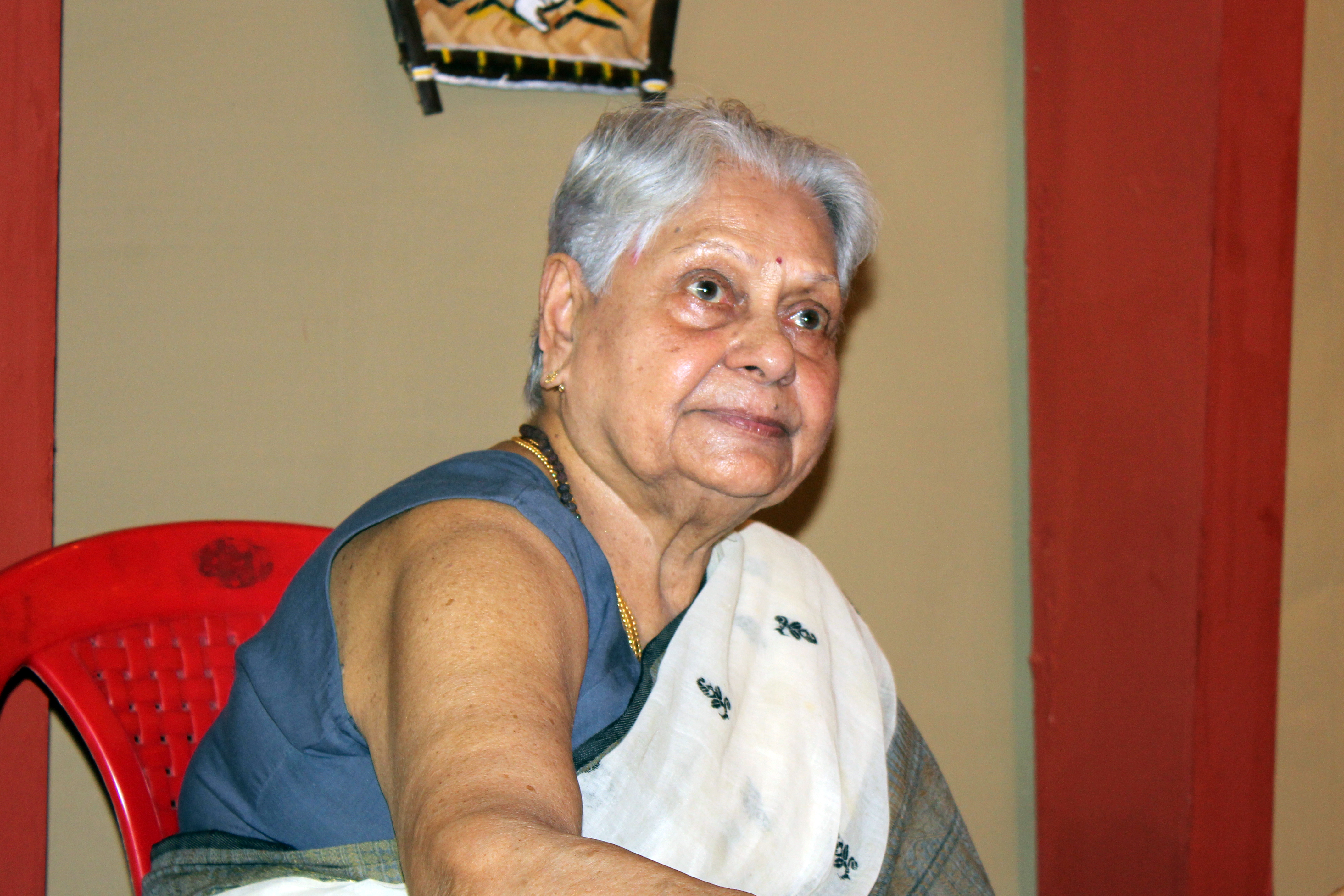
Indira Bhaduri (Mother)

Für ihre schauspielerischen Leistungen hat sie viele Auszeichnungen erhalten, u. a. diverse Filmfare Awards.
1974 erhielt sie den Filmfare Award als Beste Hauptdarstellerin für Abhimaan und 1979 für Nauker.
Den Preis als Beste Nebendarstellerin erhielt sie 2000 für Fiza, 2001 für In guten wie in schweren Tagen und 2003 für Lebe und denke nicht an morgen.
Jaya und Amitabh drehten viele Filme zusammen, unter anderem Sholay, Abhimaan, Zanjeer und Kabhi Khushi Kabhie Gham. Sie haben zwei Kinder, Abhishek Bachchan und Shweta. Sie ist aktives Mitglied der Samajwadi Party und sitzt für diese in der Rajya Sabha. Bachchan hat sich in vielen karitativen Institutionen wie UNICEF engagiert.

## Filmografie
- 1963: Mahanagar
- 1971: Uphaar
- 1971: Piya Ka Ghar
- 1971: Guddi
- 1971: Dhanni Meye
- 1971: Jai Jawan Jai Makan
- 1972: Shor
- 1972: Samadhi
- 1972: Koshish
- 1972: Jawani Diwani
- 1972: Ek Nazar
- 1972: Bawarchi
- 1972: Bansi Birju
- 1972: Annadata
- 1972: Parichay
- 1973: Zanjeer
- 1973: Phagun
- 1973: Gaai Aur Gori
- 1973: Anamika
- 1973: Abhimaan
- 1974: Naya Din Nayi Raat
- 1974: Kora Kagaz
- 1974: Dil Diwana
- 1974: Doosri Sita
- 1975: Mili
- 1975: Chupke Chupke
- 1975: Sholay
- 1977: Abhi To Jee Lein
- 1978: Ek Baap Chhe Bete
- 1979: Nauker
- 1981: Silsila
- 1998: Hazaar Chaurasi Ki Maa
- 2000: Fiza
- 2000: Dr. Mukta
- 2001: Daughters of This Century
- 2001: In guten wie in schweren Tagen (Kabhi Khushi Kabhie Gham)
- 2002: Desh
- 2002: Koi Mere Dil Se Poochhe
- 2003: Lebe und denke nicht an morgen (Kal Ho Naa Ho)
- 2007: Laaga Chunari Mein Daag – Der Weg einer Frau
- 2008: Lovesongs: Yesterday, Today & Tomorrow
- 2008: Drona
- 2010: Aap Ke Liye Hum
- 2011: Meherjaan
- 2013: Sunglass / Taak Jhaank